# 3734 Waland
3734 Waland este un asteroid din centura principală, descoperit pe 17 octombrie 1960 de PLS.